# Comté de Skaraborg
Le comté de Skaraborg (en suédois : Skaraborgs län), est un ancien comté de Suède, qui formait le nord de la Gothie occidentale. Son chef-lieu était Mariestad, mais sa plus grande ville était Skövde. 
Créé en 1634, la plus grande partie du comté a été fusionnée le 31 décembre 1997 avec les anciens comtés de Göteborgs och Bohus et d'Älvsborg pour former le comté de Västra Götaland. Seules les communes de Mullsjö et de Habo ont été incorporées dans le comté de Jönköping. 
Le comté porte le nom de la forteresse (en suédois borg) de Skara où a siégé son gouverneur jusqu'en 1660. 